# Eremomela canescens
Eremomela canescens là một loài chim trong họ Cisticolidae.